# 34088 Satokosuka
34088 Satokosuka este un asteroid din centura principală de asteroizi.

## Descriere
34088 Satokosuka este un asteroid din centura principală de asteroizi. A fost descoperit pe 6 august 2000 la Bisei Spaceguard Center în cadrul programului BATTeRS. Asteroidul prezintă o orbită caracterizată de o semiaxă mare de 2,23 ua, o excentricitate de 0,08 și o înclinație de 1,3° în raport cu ecliptica.